# Casa Milan
Casa Milan è un edificio di Milano sito in zona Portello, di proprietà di Inarcassa, che ospita la sede del Milan.

## Storia e descrizione
Fortemente voluta dall'ex amministratore delegato del Milan Barbara Berlusconi, nella zona riqualificata del Portello, è stata progettata dallo Studio Valle di Udine. La piazza antistante, piazza Gino Valle, si estende per 25.000 m², risultando nel 2014 la più grande di Milano, e ospita anche una scultura di Emilio Isgrò, Grande cancellatura per Giovanni Testori (di 23,40 × 2,47 m).
L'allestimento di Casa Milan progettato da Fabio Novembre, è costato 10 milioni di euro. L'allestimento degli interni è stato fatto dalla società romana Bondino Engineering.
Dal 6 ottobre 2013 è la sede del Milan e ha sostituito la sede storica in via Turati. Il 2 aprile 2014 è stata inaugurata ufficialmente mentre il 10 luglio successivo vi si è svolta per la prima volta la presentazione della prima squadra per la stagione 2014-2015; il giorno dopo lo sponsor societario Audi vi ha presentato ufficialmente in Italia la terza serie dell'Audi TT.
Il 23 febbraio 2021 il Milan ha acquistato l'immobile da Vittoria Assicurazioni per circa 42 milioni di euro e il 20 dicembre successivo è stata comunicata la cessione dell'edificio da parte del Milan ad Inarcassa (Cassa Nazionale di Previdenza ed Assistenza per gli Ingegneri ed Architetti Liberi Professionisti), attraverso il Fondo Inarcassa Re, per 57 milioni di euro.
Casa Milan è raggiungibile tramite la metropolitana di Milano attraverso le stazioni Portello e Lotto.

## Galleria d'immagini

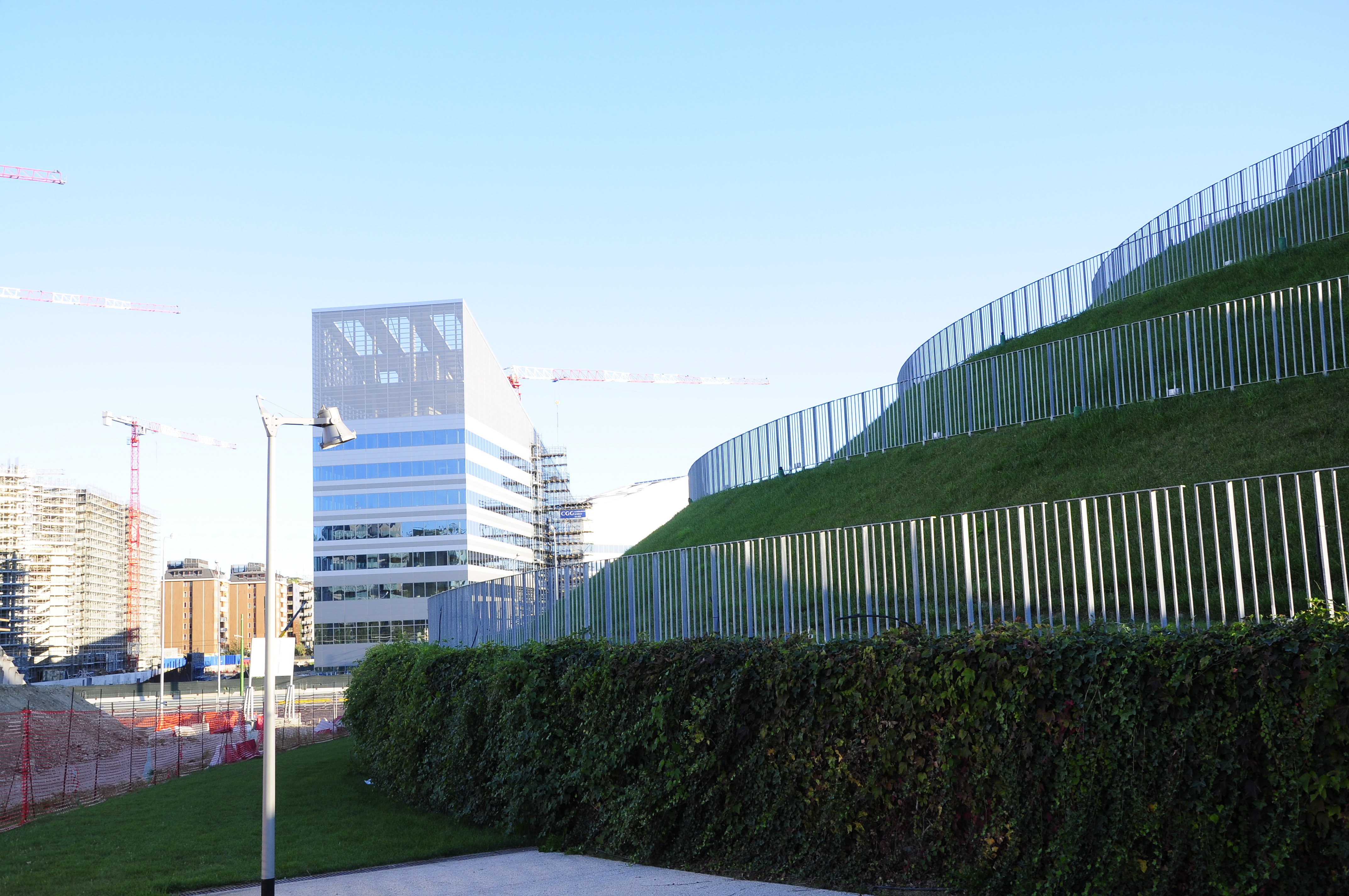
Vista di Casa Milan in costruzione nel 2011.
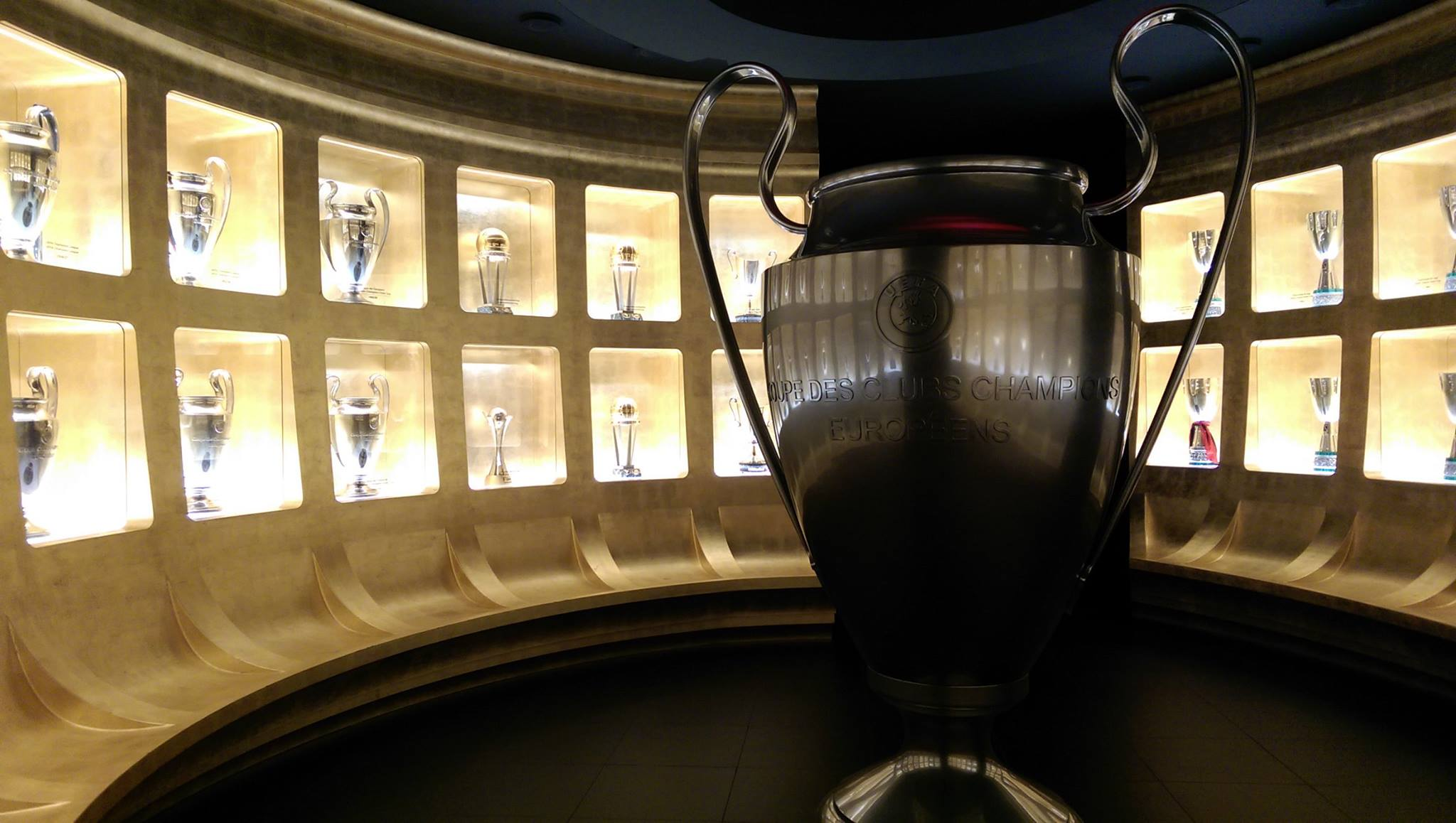
Sala Trofei di Casa Milan con all'interno una riproduzione della coppa della UEFA Champions League.
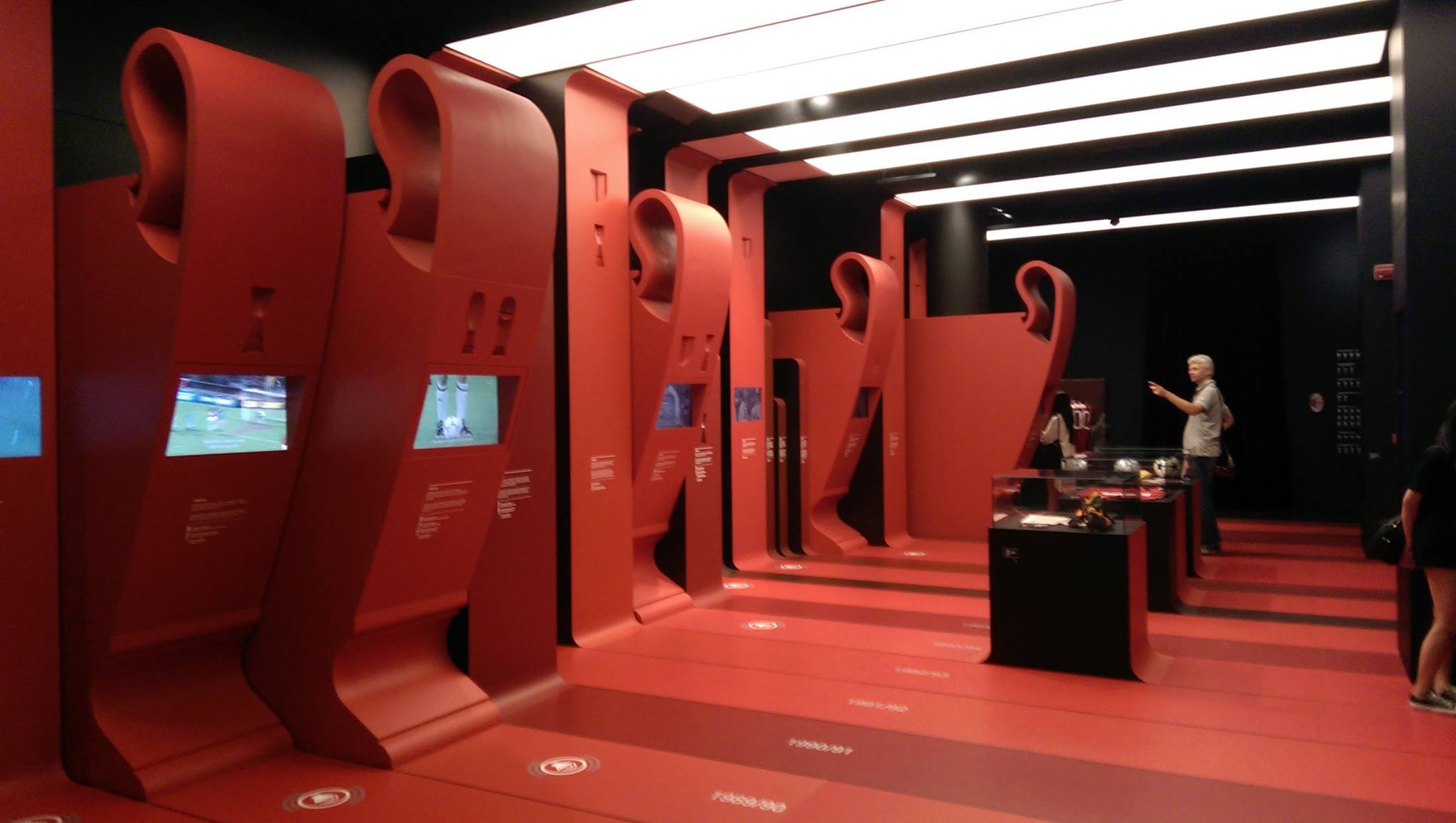
Museo con i filmati delle diverse stagioni del Milan.
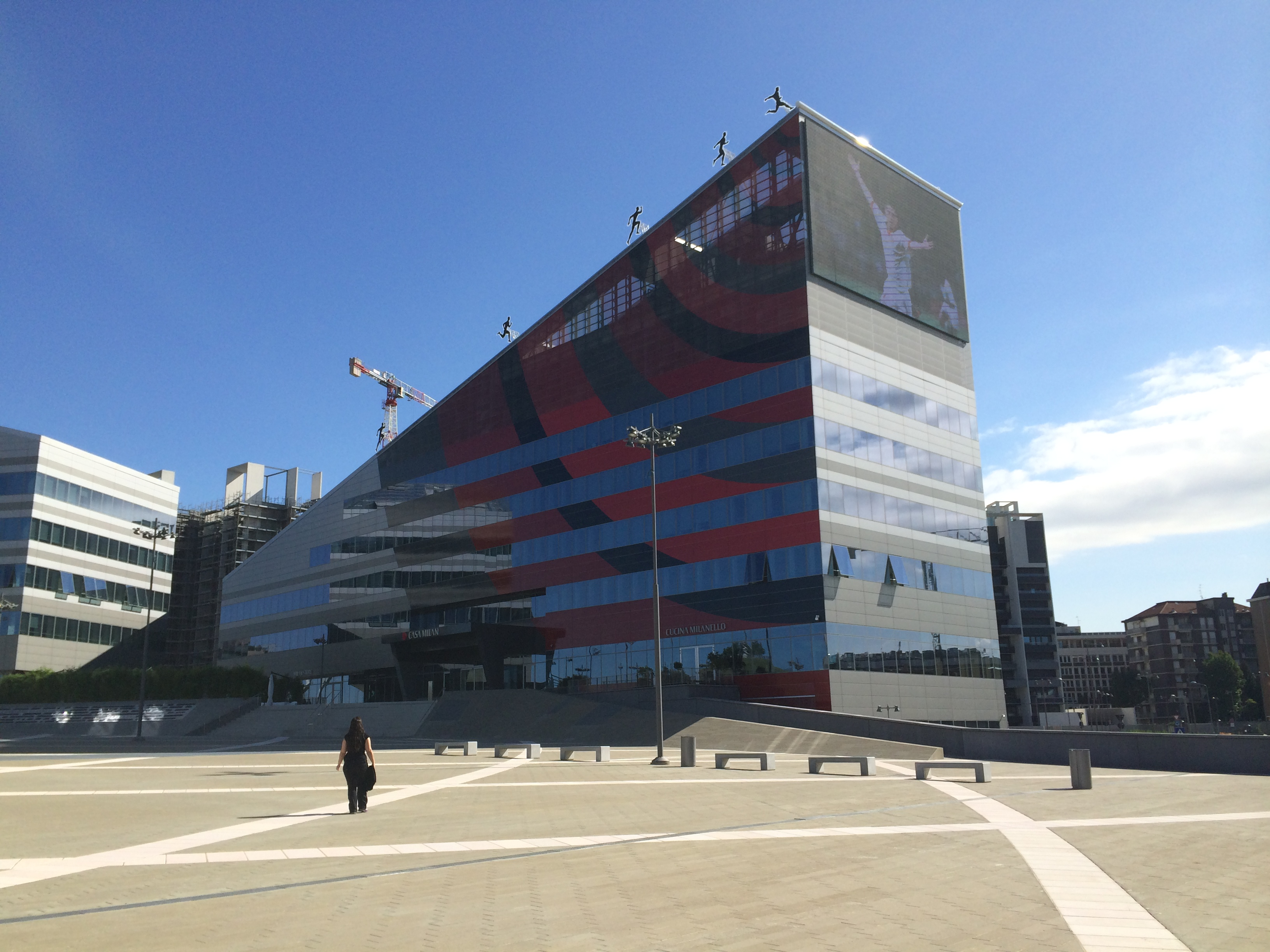
Casa Milan vista da Piazza Gino Valle
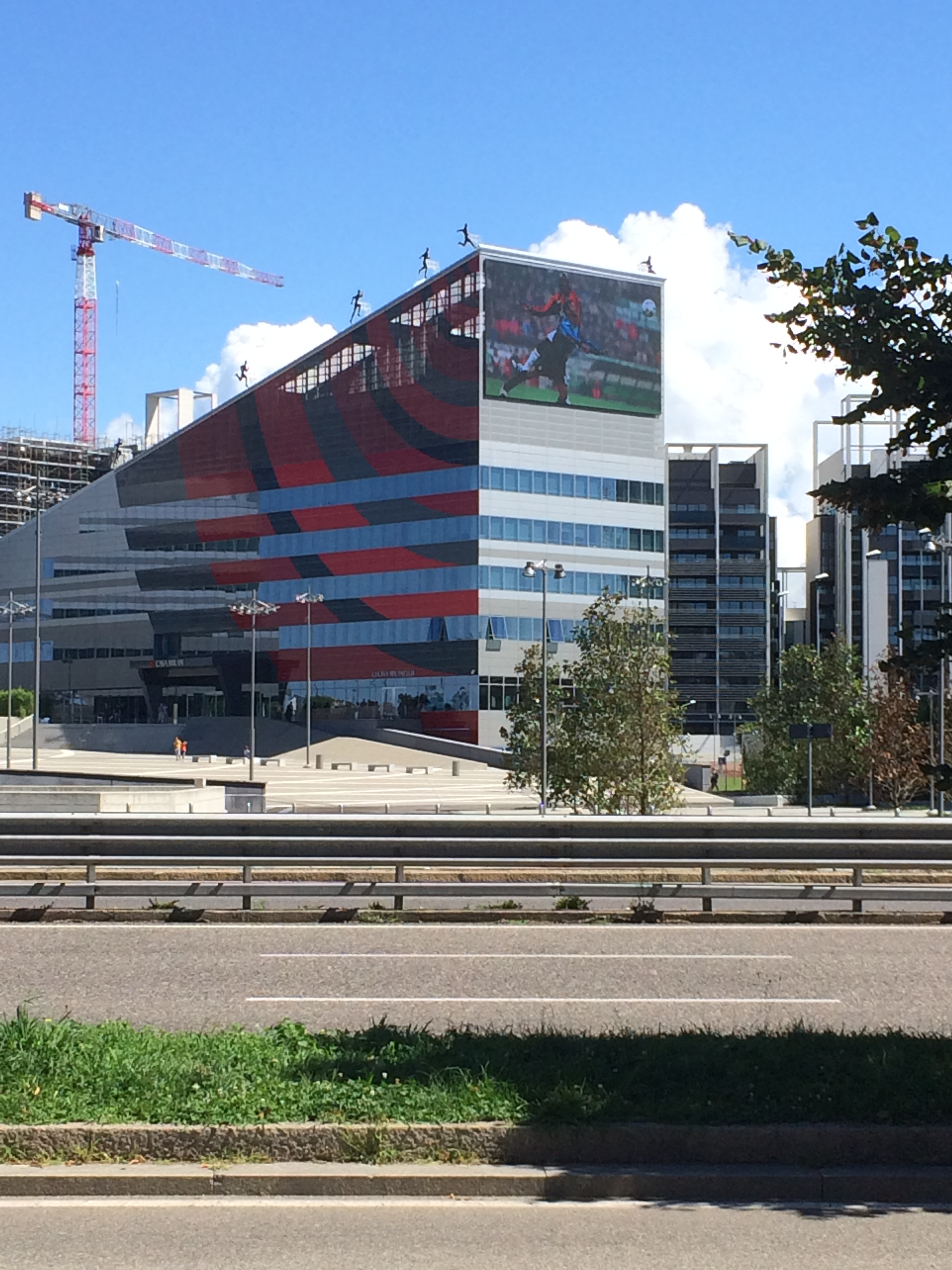
Casa Milan vista da Via Lodovico Scarampo